# Cyornis ruficauda
El papamoscas colirrufo (Cyornis ruficauda) es una especie de ave paseriforme de la familia Muscicapidae propia de Filipinas y Borneo.

## Distribución y hábitat
El papamoscas colirrufo se encuentra en las selvas de montaña tropicales de las Filipinas, (islas Joló, Bisayas y Mindanao) y Borneo. Está amenazado por la pérdida de hábitat.